# Melanomma longicolle
Melanomma longicolle är en lavart som beskrevs av Sacc. 1878. Melanomma longicolle ingår i släktet Melanomma och familjen Melanommataceae.   Inga underarter finns listade i Catalogue of Life.